# نیکول گالاندریان
نیکول گاسپاری گالاندریان (ارمنی: Նիկոլ Գասպարի Գալանդերյան) از چهره‌های برجسته موسیقی ارمنی در ایران بود.

## زندگی‌نامه
به سال ۷ سپتامبر ۱۸۸۱ میلادی (۱۲۶۰ خورشیدی) در شهر آکن، ارمنستان غربی،  متولد شد.
در سال ۱۸۹۹ (۱۲۷۸) وی عازم سن پترزبورگ و پس از آن اسقف‌نشین اچمیادزین ارمنستان می‌شود و به تحصیل در دانشکده علوم الهی گئورگیان می‌پردازد.
در سال ۱۹۰۶ (۱۲۸۵) او در وارنا، بلغارستان و سپس در گرجستان کار تدریس موسیقی را ادامه داد و در آنجا دعوتنامه‌ای از هیئت امنای مدرسه هایکازیان تهران دریافت کرد و به تهران آمد و به مدت چهار سال در مدارس ارمنی‌های تهران به تدریس موسیقی پرداخت.
در سال ۱۹۲۴ (۱۳۰۳) به ساخت ترانه‌های کودکان پرداخت و از سال ۱۹۲۵ (۱۳۰۴) فعالیت خود را گسترش داد.
نیکول گالاندریان در طول فعالیت هنری خویش ۵۰۰ قطعه موسیقی ساخته و تنظیم کرده‌است. وی همچنین خالق سه اپرت به نام‌های «پروانه»، «چوپان» و «شکار لالوار» و همچنین ده اپرت برای کودکان می‌باشد. وی همچنین خالق ۴۶ ترانه برای کودکان (۱۸ ترانه به زبان فارسی و ۲۸ ترانه به زبان ارمنی) می‌باشد.

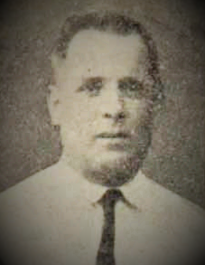

گالاندریان همچنین در مدت بیش از سی سال، رهبر گروه کُر گوقتان «Goghtan» بود. ترانه‌های وی دارای ساختاری محکم و سرشار از حس موسیقایی می‌باشند و به همین دلیل اکثر آثار آن‌ها در دل مردم جای گرفته‌اند. وی هرچند بر اثر شرایط و مشکلات زندگی موفق به کسب تحصیلات آکادمیک و حتی متوسطه نشد اما در نتیجه عشق و علاقه عمیق خود نسبت به موسیقی و خصوصاً موسیقی ارمنی، توانست نقش بسزایی در رشد و شکوفایی این هنر داشته باشد.
آثار گالاندریان در دو جلد در ارمنستان منتشر شده‌اند.
وی در سال ۲ مارس ۱۹۴۴ (۱۳۲۳) در سن ۶۲ سالگی شهر تهران بدرود حیات گفت.

## آثار
برخی از کارهای وی عبارتند از:
1. تنظیم موسیقی بر روی چند شعر از آوتیک ایساهاکیان، واهان دریان، هوهانس تومانیان
2. اپرای منظومه «شکار لالوار» که در مدرسه هایکازیان و در تئاتر تابستانی زرتشتیان اجرا گردید
3. اپرایی بر اساس منظومه «پروانه» اثر هوهانس تومانیان
4. اپرای «چوپان»

بسیاری از آثار گالاندریان (کلا حدود ۱۰۰۰) در مجموعه‌های مختلف به چاپ رسیده‌اند از جمله در جلدهای ۵ و ۶ آوازنامه «گانزاران» (گنجنامه) قاهره، «نور هاسگر» (خوشه‌های نو)، در نشریات ارمنی ایران و در روزنامه فارسی «راهنمای زندگی»